# Bell AAM-N-5 Meteor

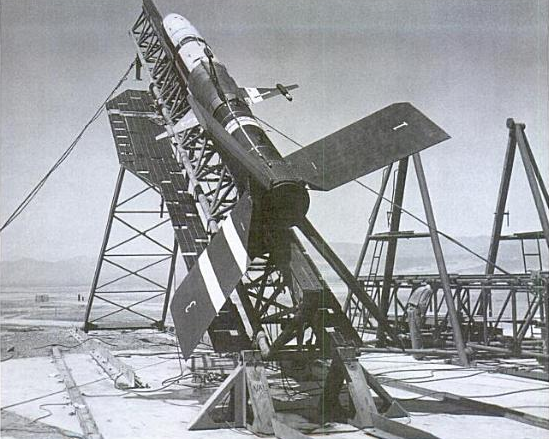

AAM-N-5 «Метеор» (англ. AAM-N-5 Meteor) — проект управляемой ракеты двойного базирования («воздух-воздух» и «поверхность-воздух»), начатый под эгидой ВМФ США сразу же после окончания Второй мировой войны. Основным разработчиком ракеты был Массачусетский технологический институт, техническое осуществление проекта выполняла Bell Aircraft. Программа была доведена до стадии лётных испытаний, но закрыта в 1953 году как морально устаревшая.

## История
Ещё во время Второй мировой войны, ВМФ США начал экспериментальную разработку управляемых ракет «воздух-воздух», для эффективного поражения появившихся в это время скоростных бомбардировщиков. В марте 1945 года прошла испытания ракета Martin Gorgon IIA, предназначенная для поражения самолётов. Но наводимая радиокомандами оператора по изображению с расположенной в носовой части ракеты телекамеры, «Горгона» продемонстрировала себя совершенно бесполезной: разрешающая способность телекамер того времени была очень низкой, а реакция оператора недостаточно быстрой, чтобы навести ракету в цель.
Осенью 1945 года, Бюро боеприпасов американского флота заключило контракт с Массачусетским институтом на разработку зенитной ракеты нового типа. Изначально предполагалось, что ракета будет иметь два варианта базирования: запускаемая с палубных истребителей УРВВ и зенитная ракета для боевых кораблей. Предложение об использовании «Метеора» как зенитной ракеты, впрочем, не было поддержано, и дальнейшая разработка велась уже под индексом AAM-N-5, обозначающим ракету класса «воздух-воздух».

## Конструкция
AAM-N-5 «Метеор» имела цилиндрический фюзеляж длиной около 3 метра. Стабилизация ракеты в воздухе осуществлялась с помощью крестообразного неподвижного хвостового оперения. Для управления служили размещенные в передней части фюзеляжа поворотные крылья. Общий вес конструкции достигал 180 кг.
Ракета приводилась в движение с помощью жидкостного ракетного двигателя неустановленного типа, способного разогнать её до скорости около 2 М. Для облегчения запуска ракеты использовался твердотопливный ускоритель. Максимальная дальность действия ракеты составляла порядка 42 км.
Наведение ракеты осуществлялось с помощью полуактивной радиолокационной головки самонаведения, принимающей отраженные от цели лучи бортового радара самолёта-носителя. Задачу непосредственного поражения цели выполняла 11-килограммовая осколочно-фугасная боевая часть.

## Испытания
Ракета поступила на испытания в июле 1948 года. В качестве стартовой платформы поначалу использовался гражданский вариант тяжелого штурмовика Douglas A-26 Invader, с 1951 года начались лётные испытания с борта палубного истребителя-перехватчика Douglas F3D Skyknight. Также 15 экспериментальных запусков были осуществлены с наземных пусковых установок.
Хотя ракета, в целом, продемонстрировала неплохие результаты, её жидкостной двигатель был сочтен опасным и неудобным в эксплуатации. В 1953 году программа «Meteor» была закрыта в пользу более совершенной твердотопливой AIM-7 Sparrow.
Фирма «United Aircraft» рассматривала возможность создания модификации ракеты с прямоточным двигателем, более удобным в обращении чем ЖРД, но оно не вышло за рамки общего рассмотрения.